# Brötalyckornas naturreservat
Brötalyckorna är ett naturreservat i Sölvesborgs kommun i Blekinge län.
Reservatet bildades 2007 och omfattar 2 hektar. Det består till största delen av en naturskogsartad örtrik bokskog. Där finns även gamla grova ekar. I denna ädellövskog trivs bland annat skalbaggarna bokblombock och prydnadsbock. Där finns lavar som rosa skärelav och stiftklotterlav, samt svampar som solkremla, igelkottsröksvamp och oxtungssvamp.

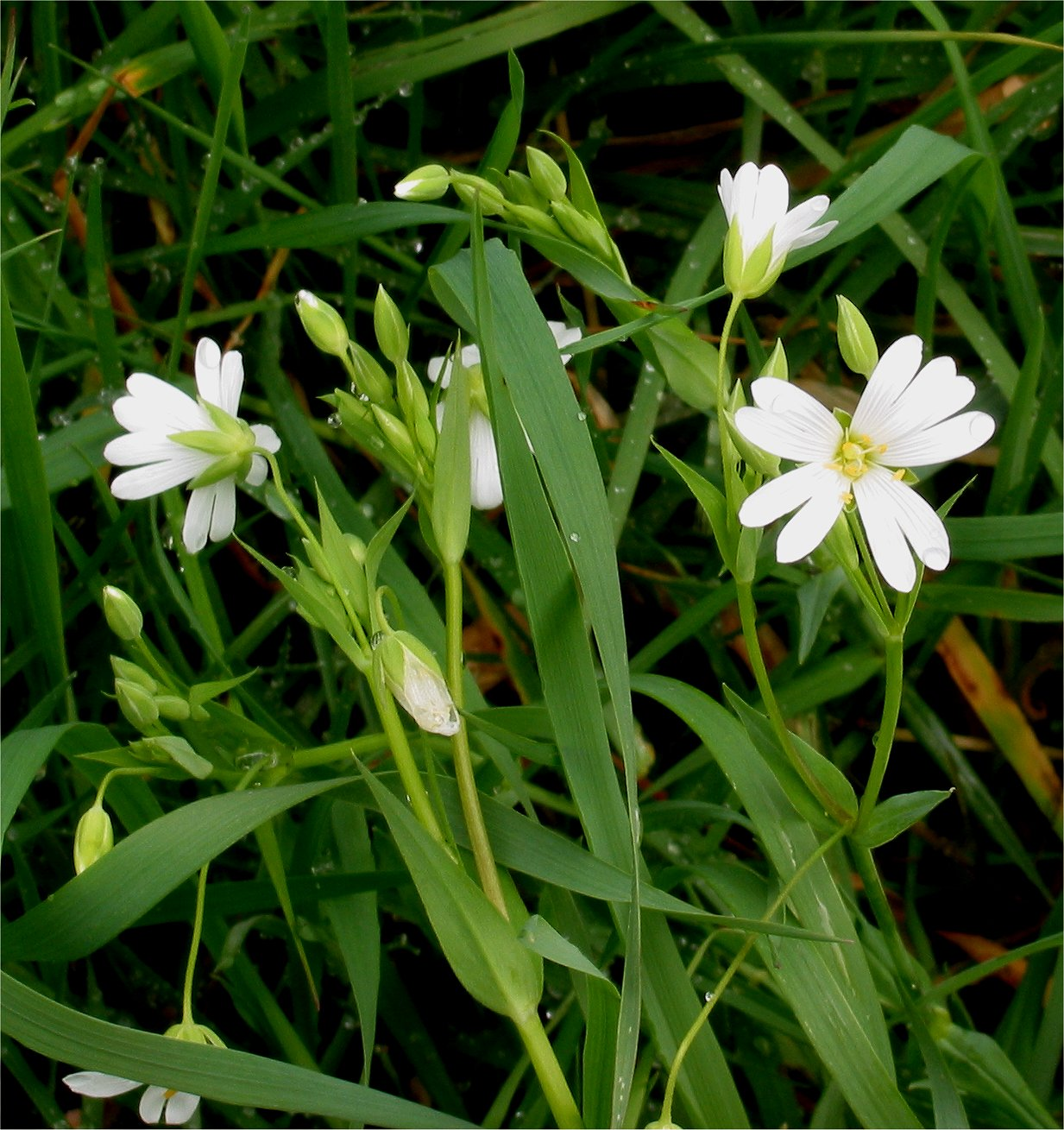
Buskstjärnblomma

Bland de rödlistade eller sällsynta arterna i övrigt kan nämnas långbensgroda, ekoxe, grå skärelav, fjällsopp och knottrig rottryffel.
Naturreservat ligger 300 meter söder om Valje naturreservat som har liknande natur. Brötalyckorna är ett kommunalt naturreservat, bildat av Sölvesborgs kommun. 